# Młyn w Drzewicy
Młyn w Drzewicy – młyn wodny nad Drzewiczką wybudowany ok. 1927 r., znajdujący się w Drzewicy, w powiecie opoczyńskim, w województwie łódzkim.

## Historia miejsca
W XIX w. istniał w tej lokalizacji młyn dwupiętrowy, murowany z cegły z dachem dwuspadowym krytym gontem. Rok jego budowy nie jest znany. Młyn był wyposażony drewniany jaz, 4 zastawki, 2 podgródki i 2 koła podsiębierne. W 1910 r. zainstalowano turbinę wodną. Młyn spłonął w 1926 r..

## Obecny młyn
W miejscu po spalonym młynie około rok po pożarze wybudowano nowy młyn: budynek trzypiętrowy murowany z cegły. Wykorzystywał ocalałe z pożaru urządzenia wodne. Był wyposażony w 5 par walców. Był czynny do okresu II wojny światowej. W okresie PRL nie został uruchomiony. Nieużytkowany budynek ulega systematycznej dewastacji. W 2024 jest nieczynny i niezagospodarowany.